# Johannes II. (Olmütz)
Johannes II. (auch: Johann II., Jan II.; † 1126) war Bischof von Olmütz.
Nach dem Tod des Olmützer Bischofs Petrus I. 1104 wurde Johannes II. zu dessen Nachfolger bestimmt. Über seine Herkunft ist nichts bekannt. Während seiner Amtszeit erwarb er vom mährischen Herzog Otto II. das Dorf Kremsier, das sich in den nächsten Jahrzehnten als bischöfliches Gut zu einer bischöflichen Stadt entwickelte.
In der Olmützer Bischofschronik „Granum cathalogi praesulum Moraviae“ aus dem 15. Jahrhundert ist Bischof Johannes II. mit dem Spitznamen „Břichatý“ (Dickwanst) verzeichnet.
| Vorgänger | Amt                          | Nachfolger    |
| --------- | ---------------------------- | ------------- |
| Petrus I. | Bischof von Olmütz 1104–1126 | Heinrich Zdik |

| Personendaten    | Personendaten       |
| ---------------- | ------------------- |
| NAME             | Johannes II.        |
| ALTERNATIVNAMEN  | Johann II., Jan II. |
| KURZBESCHREIBUNG | Bischof von Olmütz  |
| GEBURTSDATUM     | 11. Jahrhundert     |
| STERBEDATUM      | 1126                |